# نیک هالیدی
نیک هالیدی (انگلیسی: Nick Holliday؛ زادهٔ ۱۷ ژانویهٔ ۲۰۰۶) بازیکن فوتبال اهل ایالات متحده آمریکا است.